# Enfant de salaud
Pour les articles homonymes, voir Enfant de salaud.
Enfant de salaud est un roman de Sorj Chalandon paru le 18 août 2021 aux éditions Grasset.

## Historique
Le 7 septembre 2021, Enfant de salaud est inclus dans la première sélection du prix Goncourt avec quinze autres romans.

## Résumé
Le journaliste Sorj Chalandon est envoyé à Lyon pour suivre en 1987 le procès de Klaus Barbie pour crimes contre l'humanité. Durant les journées d'audition, il découvre la vérité sur ce qu'il pressentait, à savoir que son propre père a eu un passé très trouble durant l'Occupation. Dès lors, il cherche, tout en suivant le procès Barbie, à confronter son père à ses adhésions aussi successives que contradictoires, à ses multiples mensonges et à la vérité vraie, celle que les victimes témoignant douloureusement au procès Barbie révèlent...

## Accueil de la critique
À sa parution, le roman est bien accueilli par une partie de la critique en France, et au Québec,,.

## Éditions
- Éditions Grasset, 2021  (ISBN 9782246828150), 336 p.[7]